# Стрієну Мірча
Мірча Стрієну (нар. 2 січня 1910, с. Великий Кучурів, нині Чернівецький район, Чернівецька область — пом. 1945, Бухарест) — журналіст, румунський письменник.

## Біографія
Народився 02 січня 1910 року в селі Великий Кучурів, Сторожинеччина, Чернівецька область. Навчався в Чернівецькому ліцеї ім. Арона Пумнула. З 1931 р. працював у видавництві газети «Glasul Bucovinei» (Голос Буковини) та в крамниці цього видавництва. 12.11.1938 р. включений в комітет Товариства буковинських письменників і обраний заступником голови. 01.01.1939 р. призначений редактором регіональної газети «Suceava» (Сучава). У березні 1940 р. переїхав у Бухарест, де працював у департаменті преси. Помер у 1945 р. від серцевого нападу, похований на центральному кладовищі Бухареста.

## Творчий доробок
Автор прозового твору «Вовк країни гуцулів», роману «Життя в лісі». За роман «Ion Aluion» був премійований Міністерством освіти Румунії.